# Gunnar Söderlindh
Gunnar Söderlindh (Örebro, 10 februari 1896 - Göteborg, 26 december 1969) was een Zweedse turner. 
Söderlindh won tijdens de Olympische Zomerspelen 1920 
met de Zweedse ploeg de gouden medaille in de landenwedstrijd Zweeds systeem.

## Resultaten

### Olympische Zomerspelen
| Jaar | Plaats    | Resultaten                           |
| ---- | --------- | ------------------------------------ |
| 1920 | Antwerpen | in de landenwedstrijd Zweeds systeem |